# Зюськов, Владимир Викторович
Влади́мир Ви́кторович Зюсько́в (укр. Володимир Вікторович Зюськов; род. 29 августа 1981, Донецк) — украинский легкоатлет, специалист по прыжкам в длину. Выступал за сборную Украины по лёгкой атлетике в 2000-х годах, обладатель бронзовой медали чемпионата Европы в помещении, чемпион Универсиады, победитель и призёр первенств национального значения, участник летних Олимпийских игр в Афинах. Мастер спорта Украины международного класса.

## Биография
Владимир Зюськов родился 29 августа 1981 года в Донецке. Сын титулованной советской бегуньи Нины Анатольевны Зюськовой, олимпийской чемпионки в эстафете 4 × 400 метров, и тренера по лёгкой атлетике Виктора Владимировича Хейфеца.
Впервые заявил о себе на международном уровне в сезоне 2000 года, когда вошёл в состав украинской национальной сборной и выступил на юниорском мировом первенстве в Сантьяго, где в зачёте прыжков в длину стал серебряным призёром.
В 2001 году в той же дисциплине выиграл серебряную медаль на молодёжном европейском первенстве в Амстердаме. Будучи студентом, представлял Украину на Универсиаде в Пекине — с результатом 7,92 занял здесь итоговое четвёртое место.
В 2002 году был шестым на чемпионате Европы в помещении в Вене.
В 2003 году стал пятым на чемпионате мира в помещении в Бирмингеме, вторым на молодёжном европейском первенстве в Быдгоще, шестым на чемпионате мира в Париже и на Всемирном легкоатлетическом финале в Монте-Карло.
На чемпионате мира в помещении 2004 года в Будапеште с личным рекордом 8,23 занял итоговое пятое место. Благодаря череде удачных выступлений удостоился права защищать честь страны на летних Олимпийских играх в Афинах — в программе прыжков в длину на предварительном квалификационном этапе показал результат 7,88 метра, чего оказалось недостаточно для выхода в финал.
После афинской Олимпиады Зюськов остался действующим спортсменом и продолжил принимать участие в крупнейших международных стартах. Так, в 2005 году он завоевал бронзовую медаль на чемпионате Европы в помещении в Мадриде, одержал победу на Универсиаде в Измире, выступил на чемпионате мира в Хельсинки, стал шестым на Всемирном легкоатлетическом финале в Монте-Карло. Кроме того, в этом сезоне на соревнованиях в Киеве установил свой личный рекорд в прыжках в длину на открытом стадионе — 8,31 метра.
В 2007 году взял бронзу на Всемирных военных играх в Хайдарабаде, занял пятое место на Универсиаде в Бангкоке.
Завершил спортивную карьеру по окончании сезона 2010 года.
За выдающиеся спортивные достижения удостоен почётного звания «Мастер спорта Украины международного класса».
С 2014 года работает тренером по прыжкам в длину в Республиканской специализированной детско-юношеской спортивной школе олимпийского резерва в якутском селе Намцы.